# Linda Poots
Linda Poots, född 25 mars 1929 i Tartu i Estland, död 10 juli 2015, var en estnisk zoolog känd för sitt arbete med fladdermöss. Hon var länge redaktör för den estniska naturtidskriften Eesti Loodus.

## Biografi
Linda Poots föddes 1929 i Tartu. Efter gymnasiet gick hon på Tartu universitet, där hon började studera fladdermöss. Hon studerade sedan zoologi vid Moskvauniversitetet och tog examen 1952. 
Från 1948 och framåt gjorde Poots banbrytande vetenskapliga observationer av fladdermöss som övervintrade i estniska grottor. Hon fortsatte med att skriva många artiklar om fladdermöss i sitt land. På hennes initiativ skyddades platser för fladdermöss i Piusa och nära Tallinn av Estniska SSR på 1980-talet. Åren 1952–1957 undervisade hon vid institutionen för zoologi och entomologi vid Eesti Põllumajandusakadeemia, nu Eesti Maaülikool.
Hon var medgrundare och mångårig chefredaktör för publikationen Eesti Loodus från 1957 till sin pensionering 1984. Hon skrev många artiklar om zoologi och forskningsresor där och i andra publikationer samt verkade dessutom som redaktör och översättare av böcker om naturen. Efter att ha gått i pension från Eesti Loodus arbetade Poots 1984–1999 i Tartu universitetsbibliotek och hjälpte till med att klassificera zoologisk och medicinsk litteratur.
1966 blev Poots en av grundarna av Eesti Looduskaitse Selts.
Poots gifte sig 1952 med vetenskapsmannen Viktor Masing. Parets gemensamt skrivna reseskildring Tuhat tutvust tundrast kõrbeni publicerades 1970. Hon samarbetade också ofta med deras son, biologen Matti Masing. Hon avled 2015 vid 86 års ålder.